# Анастасија Ивановна Трубецка
Анастасија Ивановна од Хесен-Хомбурга (4 (15) октобар 1700 – 27. новембар (8. децембар) 1755. године, Петроград) – руска кнегиња из породице Трубецких, у првом браку кнегиња Кантемир, ћерка фелдмаршала кнеза Ивана Јурјевича Трубецког, полусестра Ивана Ивановича Бецког, дворска дама.

## Биографија

### Порекло
Анастасија је рођена 4 (15) октобра 1700. године у породици фелдмаршала кнеза Ивана Јурјевича Трубецког (1667-1750) и његове друге жене кнегиње Ирине Григоријевне Наришкине (1669-1749). Анастасијин отац је познат као „последњи бојарин“ (био је последњи носилац овог чина, био је стриц државника Никите Јурјевича Трубецког). Анастасијина мајка, рођака мајке цара Петра I, била је дворска дама на двору три царице: Катарине I, Ане Ивановне и Јелисавете Петровне.

### Први брак
Кнегиња Анастасија Ивановна је провела младост у Шведској, где је њена мајка пратила свог мужа, који је заробљен у бици код Нарве. Вративши се са родитељима из Стокхолма, где је добила чисто европско образовање, кнегиња Анастасија Ивановна се 14. јануара 1717. године, удала за кнеза Дмитрија Константиновича Кантемира, некадашњег владара Молдавске кнежевине, који је живео у Санкт Петербургу.
"Њена мајка, Ирина Григоријевна, била је ћерка Григорија Филимоновича Наришкина, који је био рођак Кирила Полијевктовича Наришкина, односно оца царице Наталије Кириловне, мајке цара Петра I. Дакле, Ирина Григоријевна и царица Наталија Кириловна су биле рођаке, што значи да је била рођака цара Петра I . Сходно томе, кнез Дмитриј се сородио са самим царем".
Из овог наизглед срећног брака са четрдесетпетогодишњим удовцем, кнегиња је у новембру 1720. године, родила ћерку, принцезу Смарагду (Екатерину) Дмитријевну, која је била удата за кнеза Димитрија Михаиловича Голицина.
Камер-јункер Берхолц је 1721. године написао у свом дневнику :
"... Ушавши тамо где је стајала кнегиња Влашка, био сам задивљен лепотом њене фигуре и лица, она је несумњиво једна од најлепших жена у целом Санкт Петербургу. Иако сам имао срећу да је раније видим у Шведској (где је била неколико година у заточеништву са оцем, генералом кнезом Трубецким и једном или две сестре) на венчању садашње краљице и то више пута, и већ је била позната као лепотица, међутим, сада ми је била још лепша и пријатнија, плава је, висока и има лепе руке и диван тен. На капку левог ока има малу црну тачку, издалека личи на муву, али то нимало не штети лепоти и живости њених очију, напротив, чини их још изражајнијим. Његово Височанство, који је кнегињу познавао још у Шведској, био је веома заинтересован за њу, а пошто је она веома пријатна и образована жена, лепо су се провели, разговарајући на шведском или немачком".
Кантемирови су живели у Николској улици, њихова кућа је била између Николајевског грчког манастира и штампарије. У својој вили, пар је организовао скупове, на којима је био присутан цар Петар I, свирали су Катаринини музичари, гости су плесали модерне плесове, а затим слушали певање слепог козака уз бандуру.
Године 1723. кнегиња Анастасија Ивановна је остала удовица. Изгубивши мужа, млада удовица је задржала енергију и укус за дворске активности, које су у то време биле номадске природе. Након смрти кнеза Димитрија Кантемира, сукоби око његовог наслеђа трајали су дуги низ година (до 1739. године). По закону, имања се нису могла поделити, већ су се морала дати Кантемировом најстаријем сину из првог брака. Најстарији син је био кнез Константин. Током поделе, Сенат је решио случај (око неког дела наследства) у корист Константинове маћехе кнегиње Анастасије Ивановне. Кнез Константин се обратио Врховном тајном савету. Ту је сазвана комисија, уз учешће царице Ане Ивановне Романов. Комисија је поново одлучила - и Константинов захтев је задовољен.

### Други брак
Кнегиња Анастасија је 3. фебруара 1738. године у Санкт Петербургу склопила други брак са својим дугогодишњим удварачем, руским фелдмаршалом Лудвигом Груном, престолонаследником од Хесен-Хомбурга. Године 1739. пар је путовао по Немачкој, а грофица Анастасија Ивановна је једини пут посетила Хомбург, који је требало да постане резиденција њеног мужа, али је Лудвиг умро годину дана пре оца.
Грофица Анастасија Ивановна је успела да придобије посебну наклоност царице Јелисавете Петровне Романов, пруживши јој подршку током дворског преврата 1741. године, за шта је 25. новембра 1741. године одликована титулом дворске даме, а 18. децембра исте године орденом св. Катарина I класе. У овом рангу, грофица Анастасија Ивановна је „преузела предност“ међу свим државним дамама, не искључујући главног коморника грофице Ана Карловна Воронцове, и, као и она, имајући витешки орден, није носила обележје дворске даме. Године 1745. грофица Анастасија Ивановна је по други пут остала удовица.

## Последње године
Не проналазећи срећу у свом другом браку, грофица Анастасиа Ивановна је увек уживала беспрекорну репутацију. Мужевљева болест, лечење и смрт у Берлину - такав низ невоља дуго је одвлачио пажњу грофице у иностранству. Није одмах смогла снаге да се врати у домовину. Последњих година много је путовала, била је позната у европским престоницама по својој лепоти и образовању, а са ћерком је дуго живела у Паризу, блистала је на дворским баловима краљице Марије Лешћинске.
Смрт њеног оца 1750. године приморала је грофицу Анастасију Ивановну да се врати у своју домовину. Дворском животу враћала се само спорадично. Грофица је последње године свог живота посветила добротворним акцијама.
Грфица Анастасија Ивановна је умрла у Санкт Петербургу 27. новембра 1755. године и сахрањена је у Александро-Невској лаври, у Благовештенској цркви. Њен полубрат Бецки, са којим је грофица имала добре односе, ставио је на њен гроб мермерну плочу са натписом „Најљубазнијој сестри Анастасији, рођеној од принцезе Трубецкој, овај жалосни брат је ставио ову успомену уи сећање“.
Избацио је и две медаље у њену успомену са њеним ликом и натписима: „Успиње се до врха части путем врлине“; "Мојој најдражој сестри, тужном брату".

## Деца
У првом браку, кнегиња Анастасија је имала два сина и једну ћерку:
- Петар (умро млад);
- Иван (умро млад);
- Катарина (1720-1761), која се 1751. године, удала за кнеза Дмитрија Михајловича Голицина (нису имали деце).

Анастасијин други брак је био без деце.